# Sara Sefchovich
Sara Sefchovich Wasongarz (2 de abril de 1949) es una socióloga, historiadora, escritora, catédratica, investigadora, traductora, comentarista y conferencista autora de catorce libros y múltiples artículos en periódicos y revistas. Su primera novela, Demasiado amor, publicada en 1990, la hizo merecedora del Premio “Agustín Yáñez” y fue llevada al cine en 2002. Publica una columna en el periódico El Universal desde hace más de veinte años. Está casada con el investigador Carlos Martínez Assad.

## Biografía
Nació en la Ciudad de México el 2 de abril de 1949. Realizó sus estudios de sociología a nivel licenciatura (1977) y maestría (1987) en la Facultad de Ciencias Políticas y Sociales de la Universidad Nacional Autónoma de México (UNAM). En 2005 obtuvo un doctorado en Historia de México en la Facultad de Filosofía y Letras de la misma universidad. Ha impartido clases en la Facultad de Ciencias Políticas y Sociales de la UNAM y ha sido profesora visitante en la Universidad Estatal de Arizona.
Se desempeña como investigadora del Instituto de Investigaciones Sociales de la UNAM desde 1977 y del Sistema Nacional de Investigadores del Consejo Nacional de Ciencia y Tecnología (Conacyt) desde 1985. Obtuvo la beca Guggenheim en el período 1989-1990. Ha escrito libros de ensayo, novelas, libros colectivos, cuentos, artículos para revistas y suplementos culturales. Algunas de sus obras se han traducido a seis idiomas. En 2002, su novela Demasiado amor fue adaptada al cine bajo la dirección de Ernesto Rimoch y protagonizada por Karina Gidi y Ari Telch. Su libro La suerte de la consorte se presentó como texto medular del programa cultural «Leo... luego existo»  del Instituto Nacional de Bellas Artes en el Teatro Ocampo de Michoacán, esta obra es un ensayo acerca de la figura de la primera dama a lo largo de la historia de México, tema que la escritora también utilizó para su tesis doctoral Historia, ideas y novelas: las esposas de los gobernantes de México en 2005.
Ha colaborado para el periódico El Universal durante más de veinte años y también para los periódicos La Jornada y Reforma. Participó en el noticiero Monitor de 1996 a 1998 en Radio Red, y de 2002 a 2006 en Radio Monitor. Es columnista del sitio web Diario Judío.

### Activismo
En 1992, Sefchovich fue cofundadora del Grupo de Información en Reproducción Elegida (GIRE), para «difundir información sobre el aborto y la salud reproductiva y sexual y los derechos desde la perspectiva social y legal a los legisladores y a la prensa».

## Obra

### Novela
- Demasiado amor (1990)
- La señora de los sueños (1993)
- Vivir la vida, México (2000)

### Ensayo
- La teoría de la literatura de Lukacs (1979)
- Las primeras damas (1982)
- Ideología y ficción en la obra de Luis Spota (1988)
- México: país de ideas, país de novelas (1989)
- Gabriela Mistral, en fuego y agua dibujada (1997)
- La suerte de la consorte, Las esposas de los gobernantes de México: historia de un olvido y relato de un fracaso (1999)
- Las PRIelecciones, historia y caricatura del dedazo (2000) —coautora—
- La suerte de la consorte. Las esposas de los gobernantes de México: historia de un olvido y relato de un fracaso (2002) —reescrita, aumentada, corregida y actualizada—
- Veinte preguntas ciudadanas a la mitad más visible de la pareja presidencial y sus respuestas también ciudadanas (2004)
- País de mentiras. La distancia entre el discurso y la realidad en la cultura Mexicana (2008)[9]
- La suerte de la consorte. Las esposas de los gobernantes de México: historia de un olvido y relato de un fracaso (2010) —nueva edición corregida y puesta al día—
- ¿Son mejores las mujeres? (2011)[10]
- ¡Atrévete! Propuesta hereje contra la violencia en México (2014)

### Recopilación
- Mujeres en espejo. Antología de narradoras latinoamericanas del siglo XX Vol I (1983)
- Mujeres en espejo. Antología de narradoras latinoamericanas del siglo XX Vol II (1985)

## Premios y distinciones
- Medalla “Gabino Barreda” al Mérito Académico por la Universidad Nacional Autónoma de México en 1989.
- Premio Plural de Ensayo en 1989.
- Premio “Agustín Yáñez” por el Gobierno del Estado de Jalisco y la Editorial Planeta Mexicana en 1990.
- Premio “Leona Gerard Endowed Lecture” por la Universidad de California en 1993.
- Mención Honorífica por el Club de Periodistas de México en 1997.
- Premio “Manuel Levinsky” por la Asociación de Periodistas y Escritores Israelitas de México (APEIM) en 2010.
- Medalla Omecíhuatl por el Instituto de las Mujeres de la Ciudad de México en 2011.